# László Orczán
László Orczán (5 februari 1912 – 17 maart 1992) was een Hongaars weg- en baanwielrenner en langebaanschaatser.
Orczán deed in zijn carrière meerdere malen mee aan nationale kampioenschappen, zowel op de fiets als op de schaats. In 1935 won hij de 10.000 meter op het nationale allroundkampioenschap. Op de fiets waren zijn voornaamste prestaties een derde plek in de Ronde van Hongarije en een vijfde plek op de 1000 meter baantijdrit op de Wielersport op de Olympische Zomerspelen 1936.